# Kung Liljekonvalje av dungen
Kung Liljekonvalje av dungen är en svensk detektivroman av Maria Lang, första gången utgiven 1957. Titeln är hämtad från Gustaf Frödings diktsvit "Strövtåg i hembygden" (som ingår i diktsamlingen Stänk och flikar).
Romanen är av titlarna i boken Tusen svenska klassiker (2009).

## Handling
Romanen utspelas i småstaden Skoga (Maria Langs hemstad Nora). Den unga, vackra Anneli Hammar, som bor tillsammans med sin mor och styvfar, ska gifta sig med den förmögne och eftertraktade ungkarlen Joakim Kruse. Dagen före bröllopet går Anneli in i en blomsteraffär – och försvinner, till synes spårlöst. Kriminalkommissarien Christer Wijk, hjälten i Maria Langs deckare, som är bördig från Skoga, har kommit hem för att hälsa på sin mor, och för att bevista bröllopet, men tvingas i stället att leda spaningarna efter den försvunna flickan. Och han finner också Anneli – mördad, och nu måste han finna gärningsmannen.

## Filmatiseringar
Romanen filmades 1961 av Arne Mattsson med titeln Ljuvlig är sommarnatten, med bland andra Karl-Arne Holmsten, Christina Carlwind, Folke Sundquist och Per Oscarsson i rollerna.
År 2013 gjordes romanen som en TV-film under originaltiteln Kung Liljekonvalje av dungen, med bland andra Ola Rapace och Tuva Novotny i rollerna.